# Боаси ле Сек
Боаси ле Сек (фр. Boissy-le-Sec) насеље је и општина у Француској у региону Париски регион, у департману Есон која припада префектури Етан.
По подацима из 2011. године у општини је живело 675 становника, а густина насељености је износила 35,41 становника/km². Општина се простире на површини од 19,06 km². Налази се на средњој надморској висини од 115 метара (максималној 157 m, а минималној 92 m).

## Демографија
| 1962. | 1968. | 1975. | 1982. | 1990. | 1999. | 2011. |
| ----- | ----- | ----- | ----- | ----- | ----- | ----- |
| 380   | 403   | 405   | 400   | 502   | 624   | 675   |

График промене броја становника у току последњих година